# Donald Tolmie
Donald Ross Tolmie (* 11. November 1923 in Lindsay, Ontario; † 18. März 2009 in Pelham, Ontario) war ein kanadischer Politiker (Liberal Party).

## Leben und Karriere
Tolmie diente im Zweiten Weltkrieg als Avro Lancaster Navigator. Er wurde später Anwalt in Welland, Ontario, wo er von 1957 bis 1964 ein Alderman war. Anschließend trat er in die Bundespolitik ein mit dem Erringen eines Sitzes für den Distrikt Welland. 1968 wurde er wiedergewählt. Nach dem Ende der Legislaturperiode verließ er die aktive Politik.
Von Oktober 1971 bis September 1972 war Tolmie Parlamentarischer Sekretär von Ron Basford, dem damaligen Minister of Consumer and Corporate Affairs.
Nach einer nicht öffentlich bekannt gewordenen Krankheit starb Tolmie in seinem Haus in Pelham am 18. März 2009.